# Carl Gustaf Estlander
Carl Gustaf Estlander (Distretto di Vaasa, 31 gennaio 1834 – Helsinki, 28 agosto 1910) è stato uno storico dell'arte e scrittore finlandese, candidato al Premio Nobel per la letteratura.

## Biografia
Fu il primo professore di storia dell'arte ed estetica all'Università di Helsinki, insegnandovi tra gli anni 1860 e 1870. I suoi insegnamenti si rifacevano principalmente alla scuola artistica tedesca, segnatamente agli autori Wilhelm Lübke, Franz Theodor Kugler e Karl Schnaase.
Fu anche uno studioso del Rinascimento, compiendo viaggi accademici in Italia e tenendo un corso specifico su di esso a Helsinki nel 1871-72. Nel 1867 pubblicò la sua maggiore opera, De bildande konsternas historia från slutet av aderetonde arhundradet till våra dagar, che fu di assoluto riferimento per le successive generazioni di artisti finlandesi (pur essendo in origine scritta in lingua svedese). La questione della lingua era al tempo particolarmente sentita in Finlandia, con partigiani dell'uso dello svedese e altri del finlandese, mentre Estlander cercò di trovare una posizione intermedia promuovendo il bilinguismo. Occasionalmente fu anche politico, partecipando all'amministrazione della città di Helsinki.
Per la sua influenza nel mondo culturale finlandese, fu proposto nel 1901 come candidato al Premio Nobel per la letteratura dallo storico finlandese Johan Frosterus, ma la candidatura non ebbe successo. In seguito avanzò lui stesso due candidature al Nobel, la prima nel 1905 per Lev Tolstoj, la seconda nel 1908 per Selma Lagerlöf, entrambe fallite (quest'ultima avrebbe comunque vinto il premio nel 1909).

## Opere
- (SV) De bildande konsternas historia från slutet av aderetonde arhundradet till våra dagar, Stoccolma, L. J. Hiertas, 1867.